# Фейр-Оукс-Ранч (Техас)
Фейр-Оукс-Ранч (англ. Fair Oaks Ranch) — місто (англ. city) в США, в округах Беар, Кендалл і Комал штату Техас. Населення — 9833 особи (2020).

## Географія
Фейр-Оукс-Ранч розташований за координатами 29°45′35″ пн. ш. 98°37′28″ зх. д. / 29.75972° пн. ш. 98.62444° зх. д. (29.759597, -98.624446).  За даними Бюро перепису населення США в 2010 році місто мало площу 22,05 км², з яких 21,99 км² — суходіл та 0,06 км² — водойми. В 2017 році площа становила 26,53 км², з яких 26,47 км² — суходіл та 0,06 км² — водойми.

## Демографія
Згідно з переписом 2010 року, у місті мешкало 5986 осіб у 2276 домогосподарствах у складі 1988 родин. Густота населення становила 271 особа/км².  Було 2373 помешкання (108/км²).
Расовий склад населення:
| - 95,1 % — білих - 1,2 % — азіатів - 0,7 % — чорних або афроамериканців - 0,6 % — корінних американців - 0,1 % — вихідців з тихоокеанських островів - 1,0 % — осіб інших рас |

До двох чи більше рас належало 1,3 %. Частка іспаномовних становила 11,6 % від усіх жителів.
За віковим діапазоном населення розподілялося таким чином: 22,1 % — особи молодші 18 років, 55,0 % — особи у віці 18—64 років, 22,9 % — особи у віці 65 років та старші. Медіана віку мешканця становила 50,9 року. На 100 осіб жіночої статі у місті припадало 97,6 чоловіків;  на 100 жінок у віці від 18 років та старших — 94,5 чоловіків також старших 18 років.
Середній дохід на одне домашнє господарство  становив 147 372 долари США (медіана — 125 875), а середній дохід на одну сім'ю — 150 428 доларів (медіана — 130 250). Медіана доходів становила 88 015 доларів для чоловіків та 59 028 доларів для жінок. За межею бідності перебувало 0,5 % осіб, у тому числі 0,0 % дітей у віці до 18 років та 2,0 % осіб у віці 65 років та старших.
Цивільне працевлаштоване населення становило 3154 особи. Основні галузі зайнятості: освіта, охорона здоров'я та соціальна допомога — 23,7 %, фінанси, страхування та нерухомість — 14,4 %, науковці, спеціалісти, менеджери — 13,6 %.